# When the Sun Goes Down (chanson des Arctic Monkeys)
Pour les articles homonymes, voir When the Sun Goes Down.
Singles de Arctic Monkeys
I Bet You Look Good on the Dancefloor
(2005) Leave Before the Lights Come On
(2006)
When the Sun Goes Down est le deuxième single du groupe de rock indépendant Arctic Monkeys issu de l'album Whatever People Say I Am, That's What I'm Not sorti le 16 janvier 2006. Il suit le premier single "I Bet You Look Good on the Dancefloor" à la première place de charts britanniques.
La chanson traite de la prostitution dans le district de Neepsend à Sheffield. Originellement connu sous le nom de "Scummy", puis par "Sun Goes Down", le groupe met en ligne le nom officiel sur son site. La ligne "and he told Roxanne to put on her red light," est une référence au titre Roxanne de Police.

## Liste des pistes
Toutes les paroles sont écrites par Alex Turner, toute la musique est composée par Arctic Monkeys.
| 1. | When the Sun Goes Down | 3:20 |
| 2. | Stickin' to the Floor  | 1:18 |
| 3. | 7                      | 2:10 |

| 1. | When the Sun Goes Down | 3:20 |
| 2. | Settle for a Draw      | 3:19 |

| 1. | When the Sun Goes Down | 3:20 |
| 2. | Stickin' to the Floor  | 1:18 |
| 3. | Settle for a Draw      | 3:19 |
| 4. | 7                      | 2:10 |

## Classements
| Classement (2006)               | Meilleure position |
| ------------------------------- | ------------------ |
| Australie (ARIA)                | 26                 |
| Allemagne (Media Control AG)    | 89                 |
| Belgique (Flandre Ultratip 100) | 12                 |
| Belgique (Wallonie Ultratip 50) | 15                 |
| Irlande (IRMA)                  | 11                 |
| Pays-Bas (Single Top 100)       | 72                 |
| Royaume-Uni (UK Singles Chart)  | 1                  |

## Historique des sorties
| Pays        | Date            |
| ----------- | --------------- |
| Royaume-Uni | 16 janvier 2006 |
| États-Unis  | 14 février 2006 |